# Bryndzové halušky

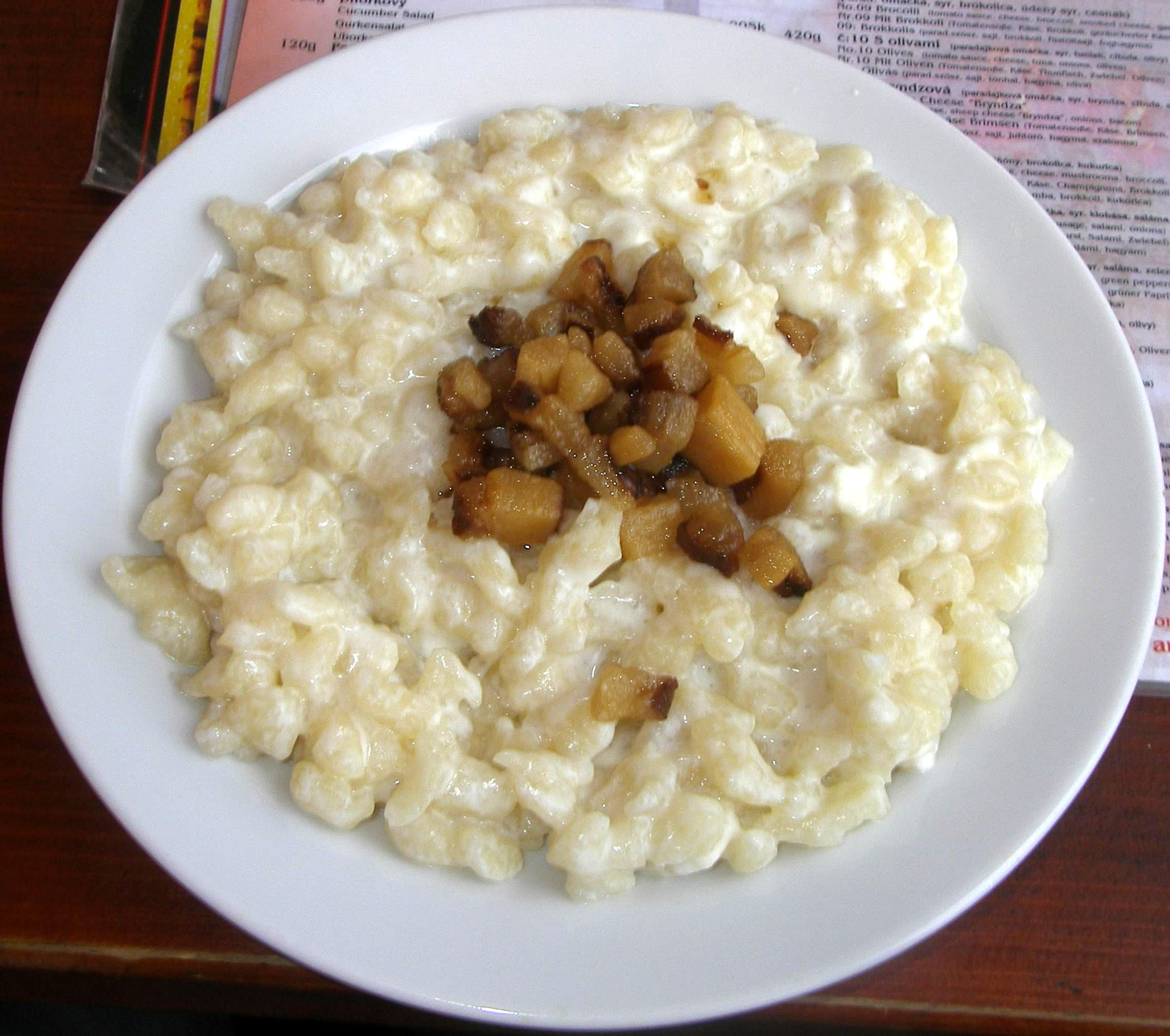
Bryndzové halušky

Bryndzové halušky (bryndzowe haluszki) – jedno z najpopularniejszych dań kuchni słowackiej. Są to drobne kluseczki z ciasta ziemniaczano-mącznego (haluszki) przecierane przez sito. Podawane z bryndzą (serem z mleka owczego). Wierzch dania polewa się roztopioną słoniną i skwarkami. Co roku na Słowacji, w górskiej wsi Turecká u podnóża Wielkiej Fatry, odbywają się światowe mistrzostwa w gotowaniu i konsumpcji tej potrawy.